# مجزرة عكار (نوفمبر 2024)
مجزرة عكار نوفمبر 2024 أو مجزرة عين يعقوب نوفمبر 2024 بتاريخ الأول من نوفمبر 2024، تعرضت منطقة عين يعقوب في شمال لبنان ليلة مدثمة عندما غارت طائرات الاحتلال الإسرائيلي على منزل يضم نازحين من الجنوب اللبناني، وإحدى العائلتين السوريتين التي كانت تضطلع بالإقامة في الطابق السفلي من المنزل. تمكنت الغارة من استشهاد 16 بينهم أفراد من أسر حرب وشرارة وشقير، وإصابة ما يزيد عن 10 آخرين، مع استمرار فرق الإنقاذ في البحث عن المفقودين. أدت الحادثة إلى انزعاج وتوتر كبيرين بين أهالي المنطقة، مرفوقا بالإشاعات الكبيرة حول الغرض من الهجوم، وهوية القتلى.

## خلفية
مجزرة عين يعقوب التي وقعت في نوفمبر 2024 تأتي في سياق اشتعال الصراع بين إسرائيل وحزب الله وهو صراع متجدد منذ عقود في لبنان. هذا التصعيد يأتي في فترة حساسة حيث كانت التوترات تتصاعد في المنطقة عقب التصعيد العسكري الكبير في غزة وتوسعه إلى الجبهة الشمالية في لبنان الاحتلال الإسرائيلي قصف العديد من المواقع اللبنانية، بما في ذلك المدنيين والنازحين الذين فروا من مناطق أخرى نتيجة الحرب.
بلدة عين يعقوب تقع في الشمال اللبناني بالقرب من الحدود السورية، وهي إحدى المناطق التي كانت تعتبر أكثر أمانًا نسبياً مقارنة بالمناطق الحدودية الأخرى، لكن الهجوم الإسرائيلي في هذا الموقع جاء ليكسر هذا الهدوء، ما أثار استياء كبيرًا في لبنان وعلى المستوى الدولي. العديد من المنظمات الحقوقية والمجتمع الدولي وصفوا الهجوم بأنه يشكل خرقًا صارخًا للقانون الدولي الإنساني بسبب استهداف المدنيين والمنازل التي تأوي نازحين.

## المجزرة
في نوفمبر 2024 ، وقعت مجزرة مروعة في بلدة عين يعقوب شمال لبنان، حيث تعرضت المنطقة لغارة إسرائيلية استهدفت مبنى يضم نازحين من مناطق أخرى في لبنان وسوريا. الهجوم أدى إلى مقتل 16 شخصًا وإصابة العشرات، في وقت كانت فيه المنطقة تعاني من زيادة التوترات العسكرية بين إسرائيل" و"حزب الله. كان هذا الهجوم جزءًا من سلسلة من الضربات الجوية الإسرائيلية في شمال لبنان التي استهدفت مواقع يُعتقد أنها تستخدم من قبل "حزب الله